# Casino Marina del Sol Calama
Casino Marina del Sol Calama es un casino de juego chileno, ubicado en la ciudad de Calama, Provincia de El Loa en la Región de Antofagasta. Es uno de los dos casinos aprobados en 2006 por la Superintendencia de Casinos de Juego para la Región de Antofagasta.
El casino cuenta con 715 posiciones de juego. Posee 21 mesas de juego, 100 posiciones de bingo y 468 máquinas de azar.